# Gootsteen

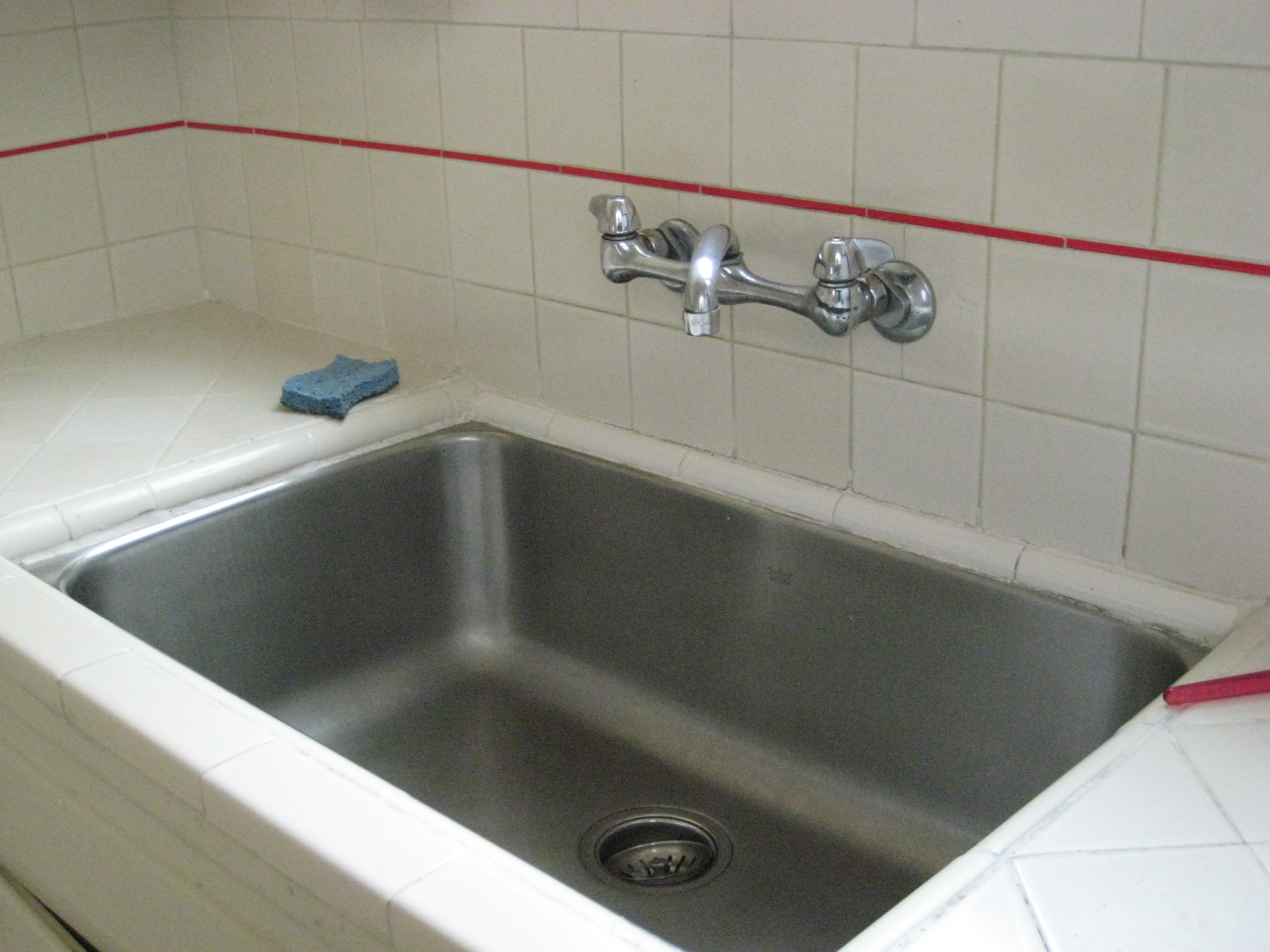
Gootsteen

Een gootsteen is een opvangbak voor water, vaak verzonken in het aanrecht, met daarboven een waterkraan. Het woord gootsteen stamt uit de tijd dat deze nog werd gemaakt van natuursteen en later van kunststeen. Een hedendaags model van metaal wordt spoelbak genoemd. De overgang tussen het aanrechtblad en spoelbak, wanneer beide van verschillende materialen zijn gemaakt, wordt waterdicht en watervast verlijmd; de rand van de bak ligt niet hoger dan het blad, opdat water, kruimels en dergelijke de bak in geveegd kunnen worden.
In Vlaanderen spreekt men wel van pompbak (soms uitgesproken als pombak of poembak).
In vroeger tijden waren gootstenen van arduin, graniet of porselein gemaakt, later ook van roestvrij staal, plastic, marmer, beton, natuursteen en zelfs hout.
Gootstenen zijn te vinden in de meeste keukens. De afvoer van de gootsteen is meestal met een zwanenhals of soortgelijke constructie aangesloten op het riool. Vaak kan de gootsteen worden afgesloten met een stop. Zo blijft het water in de gootsteen staan, zodat men bijvoorbeeld de afwas in de gootsteen kan doen.
De afvoer kan verstopt raken; in dat geval heeft men een gootsteenontstopper nodig. Om verstopping te voorkomen zit er voor de afvoer vaak een gootsteenzeefje dat het afval uit de gootsteen opvangt.
Volgens het Nederlandse bouwbesluit moet de doorsnede van de gootsteenafvoer in het staande gedeelte minstens 50 mm zijn en in het liggende gedeelte ten minste 75 mm. Bij nieuwbouw of verbouwing dient hieraan te worden voldaan.